# Polana Parzychwost

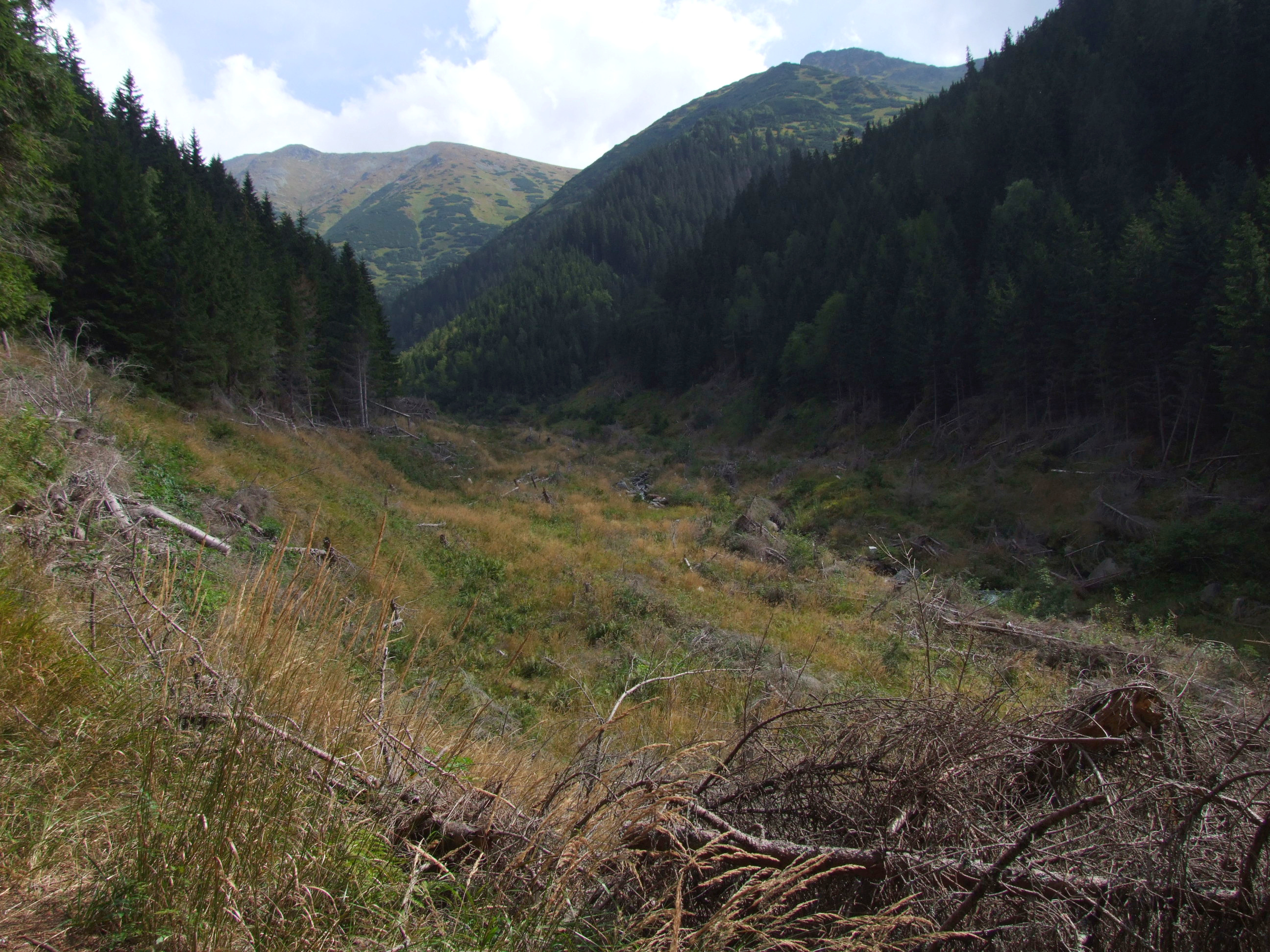
Polana Parzychwost

Polana Parzychwost (słow. Parichvost) – polana w dolinie Parzychwost (odnodze Doliny Jałowieckiej) w słowackich Tatrach Zachodnich. Znajduje się w dolinie potoku Parzychwost, powyżej ujścia Doliny Głębokiej. Wypasali tutaj mieszkańcy miejscowości Jałowiec. Józef Nyka tak pisze o dolinie Parzychwost: kiedyś były to …głuche lasy, bezludne perci, stada wielkorogich wołów na halach …. Około 1925 na halach spędzało lato 1220 owiec, liczne stada źrebiąt oraz wołów, razem z którymi pasły się również konie (liczby odnoszą się do całej Doliny Jałowieckiej). Zasadniczo zmieniło się tutaj jedno – zlikwidowano wypas, wskutek czego dawne polany i hale w większości zarosły lasem. Lasy nadal są głuche (tylko jest ich jeszcze więcej), a perci nadal bezludne; ruch turystyczny w dolinie Parzychwost jest bowiem niewielki.
O polanie Parzychwost trudno już znaleźć w źródłach jakieś informacje. W dużym stopniu zarosła już lasem, jej pozostałości widoczne są jeszcze ze szlaku turystycznego biegnącego zboczem i obrzeżem tej polany.

## Szlaki turystyczne
– niebieski: Rozdroże do Parzychwostu – Praszywe – dolina Parzychwost – Banikowska Przełęcz. Czas przejścia: 2:30 h, ↓ 2 h.